# Ila (Georgia)
Ila è una città degli Stati Uniti d'America, situata in Georgia, nella Contea di Madison.